# جوميا
جوميا (بالإنجليزية: Jumia) هي شركة أفريقية في مجال التكنولوجيا تم إنشائها حول خدمات منصات التسوق وخدمات الدفع. تتيح الخدمة متجر الكتروني لتسليم الطرود من خلال شبكة من الشركاء المحليين بينما تسهل خدمات الدفع عملية سداد المعاملات عبر الإنترنت داخل نظام الدفع لجوميا. حيث قامت جوميا بإنشاء شراكات مع أكثر من 100000 من البائعين النشطين والأفراد، كما أنها تعتبر منافس مباشر لكل من كونغا نيجيريا وأمازون مصر.

## تاريخ الشركة
في 2012 قام كل من جيريمي هودارا  وساشا بوينونيك، المستشارين السابقين لشركة ماكنزي، بإنشاء شركة جوميا بالتعاون مع توندي كيهيندي ورافائيل كوفي أفيدور. تم إطلاق جوميا في نيجيريا في 2012 ثم قامت بالتوسع في أكثر من 5 دول أخرى : مصر  والمغرب وساحل العاج وكينيا وجنوب أفريقيا. في 2014 قامت الشركة بإطلاق مكاتبها في تونس وتنزانيا وغانا والكاميرون والجزائر وأوغندا. وبحلول عام 2014، كانت لها حضور في 14 بلد أفريقية. وقد سعت جوميا لإدراج نفسها ضمن أكبر مواقع التجارة الإلكترونية. في يونيو 2015، قامت جوميا بإطلاق Jumia Travel وهي منصة لحجز الفنادق، بالإضافة لـJumia Food وهي منصة لتوصيل الطعام. كما تم إطلاق Jumia Deals في ابريل 2015. وفي 2015، قامت جوميا بإطلاق  Jumia One، وهو تطبيق يسمح للعملاء بدفع الفواتير مثل airtime. وفي نفس العام، قامت جوميا بإطلاق  JumiaPay، لتوفير طريقة سداد آمنة للعملاء للتسوق على كافة خدمات جوميا. وتلى ذلك برنامج جوميا للتمويل وهو مبادرة تسمح للبائعين بالحصول على قروض أعمال. في جنوب إفريقيا، تعمل جوميا تحت الإسم التجاري Zando (zando.co.za) مركزةً فقط على بيع منتجات الأزياء بالتجزئة من على الانترنت. قام مؤسسا جوميا في أواخر عام 2015 بتعيين جولييت أنامة الرئيس التنفيذي لشركة جوميا نيجيريا حتى يتمكنا من التركيز على رفع الشركة على المستوى العالمي. وقام ماسيميليانو سبالازي بحل محل جولييت كرئيس تنفيذي في نيجيريا في يناير 2020، وتم تعيين جولييت رئيسة جوميا نيجيريا ورئيسة الشؤون المؤسسية بإفريقيا. وفي 2015، قامت جوميا بتحقيق ايرادات بـ234 مليون دولار، والتي تمثل نموًا بنسبة 265٪ عن عام 2014.[بحاجة لمصدر] وفي 2016، أصبحت جوميا أول شركة يونيكورن في القارة، حيث تم تقدير قيمتها بأكثر من 1 مليار دولار أمريكي. وفي أواخر نوفمبر 2018، قامت جوميا بعقد شراكة مع شركة العملة المشفرة Telcoin لتعزيز إمكانيات خدمات الدفع في جميع أنحاء مناطق عملياتهم. وفي نفس الشهر قام كل من جوميا وكارفور بالإمضاء على شراكة لبيع المنتجات عبر الإنترنت في أفريقيا. في عام 2019، تم إدراج جوميا في بورصة نيويورك (NYSE) وجمع 196 مليون دولار من صافي العائدات. وارتفع سعر السهم، المعروض مبدئيًا بـ14.50 دولارًا، بأكثر من 200٪ في جلسات التداول الثلاث الأولى. وقد أصدرت جرائد المحللين الأولى بعد 21 يومًا من تصنيف الاكتتاب العام للشركة عند أهداف الأسهم بين 27 و 40 دولارًا أمريكيًا. وبعد الوصول إلى ذروة بلغت حوالي 50 دولارًا في 1 مايو 2019، انخفضت قيمة السهم إلى أقل من 5 دولارات للسهم بحلول نهاية العام.[بحاجة لمصدر] وفي نوفمبر 2019، أعلنت جوميا تعليق عمليات التجارة الإلكترونية الخاصة بها في الكاميرون بدءًا من 18 نوفمبر حيث قامت الشركة بالتوصل الى أن بوابة المعاملات الخاصة بها غير مناسبة في الوقت الحالي للبيئة الحالية في الكاميرون. كما قامت جوميا لاحقًا بوقف عملياتها في تنزانيا بدءًا من 27 نوفمبر 2019 كجزء من مجهوداتها لتعزيز البوتفوليو الخاص بالشركة. وبرغم أن عمليات جوميا في تنزانيا كانت توفر العديد من الفرص للعملاء والتجار، إلا أن الشركة صرحت أنها تحتاج الى توجيه مواردها الى أسواق أخرى من شأنها أن تجذب أفضل قيمة وتساعد جوميا في النمو. كما أكدت الشركة أن هذا القرار من شأنه أن يساعدها على تحقيق نجاح أكبر في المستقبل. وفي ديسمبر 2019، قامت جوميا بتعليق Jumia Food في رواندا، مما يجعلها ثالث دولة في شهرين، وذلك كجزء من مراقبة مستمرة لبيئة الأعمال وتكاليف التشغيل في الأسواق التي تعمل بها. إلا أن جوميا تعهدت على الاستمرار في ممارسة أعمالها في هذه الدول على الانترنت على بوابات بوابات الإعلانات المبوبة، والتي كانت تعرف سابقًا بـ Jumia Deals. وفي 9 ديسمبر 2019، قامت شركة Travelstart بعقد اتفاقية توزيع وتجارة مع Jumia Travel، منصة جوميا لحجز الفنادق، لتشغيل بوابة حجز السفر الخاصة بجوميا عبر الإنترنت لعموم إفريقيا. وبموجب هذه الإتفاقية، قامت الشركة بالسيطرة على المبيعات وجوانب المبيعات والتنفيذ وخدمة العملاء لمواقع الحجز عبر الإنترنت التابعة لـJumia Travel في جميع مناطق عملها. وفي 2020، اخبرت جوميا تغير في عادات التسوق عبر أسواقها في إفريقيا حيث اتجه المزيد من المتسوقون الى شراء منتجات الحاجات اليومية بدلًا من الإلكترونيات. حيث شهد التسوق لشراء الضروريات مثل المواد الغذائية والأزياء ومنتجات التجميل ارتفاعًا في إجمالي قيمة مبيعات جوميا من السلع الاستهلاكية سريعة الحركة بنسبة 13 نقطة مئوية العام السابق، من 44% في 2019، وذلك وفقًا لمؤشر جوميا إفريقيا للتجارة الإلكترونية 2021. وفي 2020، احتلت جوميا المرتبة السابعة بين أفضل 10 علامات تجارية مؤثرة في مصر . وبحلول عام 2021، قامت جوميا بإطلاق مركزها التكنولوجي في مصر لتوفير خدماتها في السوق المصرية ولأفريقيا ككل.[32] وقد قام كوفيد-19 بدفع نمو التجارة الإلكترونية وريادة الأعمال الرقمية في إفريقيا كما أنه قامت المزيد من النساء بتبني مجال الأعمال الرقمية. حيث أن أكثر من ثلث الأعمال التابعة لمنصة جوميا في ساحل العاج وأكثر من نصفهم في كينيا ونيجيريا مملوكة لنساء وفقًا لمؤسسة التمويل الدولية. وفي نوفمبر 2022، أعلنت جوميا تغييرات قيادية لدعم رحلتها نحو الربحية من خلال تعيينها لمجلس إدارة جديد ورئيس تنفيذي بالإنابة، بينما قام كل من جيريمي هودارا وساشا بوينونيك بتقديم استقالتهم من مناصبهم كرئيسين تنفيذيين. وقامت منصة الإشراف بتعيين فرانسيس دوفاي رئيس تنفيذي بالإنابة وترقية أنطوان ميليت ميزيري لمنصب نائب الرئيس التنفيذي للشؤون المالية والعمليات.
في فبراير 2023 ، عين مجلس الإشراف فرانسيس دوفاي كرئيس تنفيذي بعد أن أمضى ثلاثة أشهر في منصب الرئيس التنفيذي بالإنابة لجوميا.

## الشراكات
في مارس 2016، أعلنت جوميا شراكة كبرى مع شركةReckitt Benckiser، الشركة المصنعة للمنتجات الصحية العالمية، لتوفير إمدادات ثابتة من منتجات النظافة بأسعار معقولة والمساعدة في الحد من انتشار فيروس كورونا. في مايو 2020، قام برنامج الأمم المتحدة الإنمائي بالشراكة مع جوميا أوغاندا بإطلاق منصة إلكترونية لتمكين المؤسسات الصغيرة والمتوسطة من التواصل مع المستهلكين للحفاظ على سبل العيش في ظل القيود المفروضة على الحركة والبقاء في المنزل والمبادئ التوجيهية للتباعد الاجتماعي التي تم وضعها كجزء من التدابير للحد من انتشار جائحة فيروس كورونا المستجد (COVID-19). وفي سبتمبر 2020، قامت وزارة الصناعات اليدوية المغربية بالتعاون مع جوميا لمساعدة الحرفيين على بيع منتجاتهم على الإنترنت والتخفيف من تأثير جائحة فيروس كورونا، مما قام بالتأثير على صناعة الحرف وقطاعات أخرى لمملكة شمال إفريقيا. وفي ديسمبر 2020، أعلنت جوميا شراكة مع البريد المصري وتطوير تدفقات وصناعة التجارة الإلكترونية في مصر. وفي ديسمبر 2021، قام كل من اليونيسف وجوميا بعقد شراكة من أجل مساعدة مبادرة جيجا على توصيل المدارس في إفريقيا بالإنترنت وكل شاب بالمعلومات والفرص والقدرة على الاختيار . وفي فبراير 2022، أعلنت جوميا عن شراكة مع LocQar، شركة الخزانات الذكية، لتقريب عمليات التسليم عبر الإنترنت من عملائها في غانا، وذلك لضمان استلام العملاء الذين قاموا بطلب منتجات من جوميا لطرودهم بطريقة أسرع وأكثر أمانًا وملائمة. وفي سبتمبر 2022، تم إعلان شراكة مع شركة Zipline لعمليات التوصيل باستخدام طائراتهم الروبوتية. بالإضافة الى أنه تم إعلان شراكة مع شركة كوكاكولا لتوفير خدمة التسوق عبر الإنترنت للمستهلكين في إفريقيا.

## الخدمات اللوجستية
لدى جوميا شبكة خدمات لوجستية تتضمن أكثر من 20 مخزن وأكثر من 1300 مركز تسليم واستلام في جميع أنحاء سوق جوميا الذي يضم 11 بلدًا، بما في ذلك المناطق النائية. وفي 2020 أعلنت جوميا عن إتاحة خدماتها اللوجستية للأطراف الثالثة التي ترغب في الاستفادة من شبكتها وتقنيتها وخبرتها في توصيل الطلبات في المرحلة الأخيرة عبر 11 دولة في إفريقيا. وفي أغسطس 2021، قامت جوميا بعقد شراكة مع شركة التنقل الحديثة الصديقة للبيئة Solar Taxi لتوفير خدمات توصيل الطلبات على الإنترنت بسعر معقول وصديقة للبيئة للمستهلكين في غانا، وذلك في إطار سعي الشركة لتحقيق بصمة خضراء بالكامل من خلال استخدام طاقة متجددة نظيفة ومستدامة. وفي نوفمبر 2022، أعلنت جوميا أعلنت جوميا عن تقليصها لعروض الخدمات اللوجستية كخدمة وستكون متاحة فقط في 3 دول (نيجيريا وساحل العاج والمغرب). كما أعلنا تعليق خدمة Jumia Prime.

## المدفوعات
في ديسمبر 2021، قامت جوميا بإطلاق مقدم خدمات الدفع JumiaPay في مصر بناءً على موافقة الجهات التنظيمية. وقد جاءت منصة الدفع كجزء من شراكة جوميا الاستراتيجية مع البنك الأهلي المصري بهدف تسهيل المدفوعات الإلكترونية بالإضافة لتوزيع العديد من الخدمات الرقمية والمالية.

## الجوائز والتقديرات
- 2013: جوائز رابطة صحفيي العلامة التجارية في نيجيريا [53]
- 2013: جوائز البيع بالتجزئة العالمية [54]
- 2014: جائزة أفضل علامة تجارية للبيع بالتجزئة عبر الإنترنت لعام [53]
- 2015: جوائز التميز في خدمة العملاء في التجارة الإلكترونية [55]
- 2016: احتلت جوميا المرتبة 82 في قائمة أفضل 100 لـ[56] WIRED
- 2017: تم إدراج جوميا ضمن أذكى الشركات التابعة لـ معهد ماساتشوستس للتكنولوجيالعام 2017. كما احتلت جوميا المرتبة الـ47 في قائمة أفضل 50 شركة ذكية لمعهد ماساتشوستس للتكنولوجيا، مما يجعلها الشركة الوحيدة في إفريقيا المدرجة في هذه القائمة.[57]
- 2019: جوميا تتوج أفضل متجر إلكتروني في تونس [58]
- 2019: جائزة أفضل شركة تجارة الكترونية في نيجيريا لهذا العام [59]
- 2019: جائزة معهد تشارترد للتسويق في غانا كأفضل شركة للتجارة الإلكترونية لهذا العام [60]
- 2021: أفضل موقع للتجارة الإكترونية في كينيا لهذا العام [61]
- 2021: أفضل برنامج ولاء في كينيا [62]
- 2021: أفضل خدمة لوجستية في نيجيريا - يونيليفر [63]
- 2022: أفضل موقع للتجارة الإكترونية في نيجيريا لهذا العام [64]
- 2022: أفضل ممارسات الموارد البشرية في قطاع التجارة الإلكترونية [65]